# (464117) 2014 WG465
(464117) 2014 WG465 es un asteroide perteneciente al cinturón de asteroides, descubierto el 1 de diciembre de 2003 por el equipo Spacewatch desde el Observatorio Nacional de Kitt Peak (Arizona, Estados Unidos).